# Таска, Джордж
Джордж Таска (англ. George Tuska; 26 апреля 1916 — 16 октября 2009) — американский художник комиксов.

## Ранние годы
Джордж родился в Хартфорде и был младшим из трёх детей русских иммигрантов Гарри и Анны Ониско Таска, которые познакомились в Нью-Йорке. У Джорджа были старшие брат и сестра: Питер и Мэри, родившиеся в Нью-Йорке. Спустя годы Мэри умерла при родах второго ребёнка, который родился мёртвым. Отец же умер, когда Джорджу было 14 лет. Мать открыла ресторан в Патерсоне, а позже снова вышла замуж. В 17 лет Таска переехал в Нью-Йорк, поселился в одной комнате со своей кузиной Энни, а через год начал посещать Национальную академию дизайна. На него повлияли такие художники, как Гарольд фон Шмидт, Дин Корнуэлл, Томас Ловелл, Лу Файн, Хэл Фостер и Алекс Реймонд.

## Награды
В 1997 году Таска получил премию Inkpot Award.

## Работы

### DC Comics
- Action Comics #409, 486, 550 (1972—1983)
- Adventure Comics #493-494 (1982)
- The Brave and the Bold #88 (1970)
- Challengers of the Unknown #73-74 (1970)
- Detective Comics #486, 490 (1979—1980)
- Falling In Love #118, 141, 143 (1970—1973)
- Fury of Firestorm #17-18, 31, 45 (1983—1986)
- Ghosts #2-4 (1971—1972)
- Girls' Love Stories #144, 152, 154—155, 158, 160, 165 (1969—1972)
- Girls' Romances #147, 150, 154, 157 (1970—1971)
- Green Lantern #166-168, 170 (1983)
- Heart Throbs #128-129 (1970)
- House of Mystery #207, 293—294, 316 (1972—1983)
- House of Secrets #86, 90, 95, 104 (1970—1973)
- Infinity, Inc. #11 (1985)
- Justice League of America #153, 228, 241—243 (1978—1985)
- Legion of Super-Heroes vol. 2 #308 (1984)
- Masters of the Universe #1-3 (1982—1983)
- Mystery in Space #115, 117 (1981)
- Secret Origins vol. 2 #4, 9 (1986)
- Superboy #172-173, 176, 183 (1971—1972)
- Superboy and the Legion of Super-Heroes #235 (1978)
- The Superman Family #203, 207—209 (1980—1981)
- Tales of the Legion of Super-Heroes #314-317 (1984)
- Tales of the Unexpected #34 (1959)
- Teen Titans #27, 31, 33-39 (1971—1972)
- The Unexpected #117-118, 120, 123—124, 127, 129, 132, 134, 136, 139, 152, 180, 200 (1970—1980)
- Weird War Tales #103, 122 (1981—1983)
- Wildcats: Mosaic #1 (2000)
- The Witching Hour #11-12, 19 (1970—1972)
- World's Finest Comics #250-252, 254, 257, 283—284, 308 (1978—1984)
- Young Romance #172 (1971)

### Fawcett Comics
- Captain Marvel Adventures #2-4 (1941)
- Captain Marvel Jr. #10 (1943)
- Master Comics #12-19, 21-23 (1941—1942)

### Lev Gleason Publications
- Black Diamond Western #10, 48 (1949—1954)
- Boy Comics #30, 57, 70, 98, 101, 105, 113, 115 (1946—1955)
- Boy Loves Girl #42, 46 (1954)
- Boy Meets Girl #1 (1950)
- Crime and Punishment #2-3, 28, 30, 33, 42, 64-64, 70 (1948—1954)
- Crime Does Not Pay #22, 47-54, 56-64, 66-68, 71-74, 77-78, 80-81, 86-87, 99, 110, 114, 129—140, Annual #1 (1942—1954)
- Desperado #4 (1948)
- Lovers' Lane #2, 6, 40 (1949—1954)

### Marvel Comics
- 3-D Action #1 (1954)
- Adventures into Terror #14, 18 (1952—1953)
- Adventures into Weird Worlds #1, 12, 15 (1952—1953)
- All-True Crime #48, 51 (1952)
- Amazing Detective Cases #10 (1952)
- Arizona Kid #6 (1952)
- Astonishing #27 (1953)
- Astonishing Tales #5-6 (Doctor Doom); #8 (Gemini) (1971)
- The Avengers #47-48, 51, 53-54, 106—107, 135, 137—140, 163 (1967—1977)
- Battle #11, 15, 23, 30, 32 (1952—1954)
- Battle Action #2, 29 (1952—1957)
- Battle Ground #11, 15-16 (1956—1957)
- Battlefield #3 (1952)
- Battlefront #22, 37 (1954—1955)
- Black Goliath #1-3 (1976)
- Black Rider #12, 18-21 (1951—1954)
- Captain America #112, 215 (1969—1977)
- Captain Marvel #54 (1978)
- Casey — Crime Photographer #1 (1949)
- Champions #3-4, 6-7, 17 (1976—1978)
- Cowboy Action #11 (1956)
- Creatures on the Loose #30-32 (Man-Wolf) (1974)
- Crime Can’t Win #3 (1951)
- Crime Cases Comics #5, 9, 12 (1951—1952)
- Crime Exposed #3-4 (1951)
- Crime Must Lose #9 (1951)
- Daredevil #39, 145, Annual #4 (1968—1977)
- Defenders #57 (1978)
- Dracula Lives! #13 (1975)
- Frontier Western #2, 10 (1956—1957)
- G.I. Tales #4 (1957)
- Ghost Rider #13-14, 16 (1975—1976)
- Gunhawk #13, 33-34 (1951—1956)
- Hero for Hire #1-3, 5, 7-12 (1972—1973)
- The Incredible Hulk vol. 2 #102, 105—106, 218 (1968—1977)
- Iron Man #5-13, 15-24, 32, 38, 40-46, 48-54, 57-61, 63-72, 78-79, 86-92, 95-106, Annual #4 (1968—1978)
- Journey into Mystery #11 (1953)
- Journey into Unknown Worlds #3, 10, 14 (1951—1952)
- Jungle Action #2 (1954)
- Jungle Tales #2 (1954)
- Justice #15, 18, 31, 33, 37, 40-41, 48 (1950—1954)
- Ka-Zar #2-3 (1970—1971)
- Kent Blake of the Secret Service #5 (1952)
- Kid Colt Outlaw #16, 24, 32, 34-35, 63 (1951—1956)
- Lorna the Jungle Girl #6 (1954)
- Man Comics #1-2 14, 16, 21, 23-24 (1949—1953)
- Marines in Battle #15, 18, 20 (1956—1957)
- Marvel Chillers #7 (Tigra) (1976)
- Marvel Premiere #26 (Hercules) (1975)
- Marvel Super-Heroes #19 (Ka-Zar) (1969)
- Marvel Tales #114 (1953)
- Marvel Tales vol. 2 #30 (1971)
- Marvel Treasury Edition #13 (1977)
- Marvel Two-in-One #6 (1974)
- Masters of the Universe The Motion Picture #1 (1987)
- Men in Action #2, 6 (1952)
- Men’s Adventures #12, 24 (1952—1953)
- Menace #1-2, 5 (1953)
- Monsters on the Prowl #10 (1971)
- Monsters Unleashed #3 (1973)
- My Love #2 (1949)
- My Love vol. 2 #17 (1972)
- My Own Romance #10 (1950)
- Mystery Tales #10, 12, 14 (1953)
- Our Love Story #20 (1972)
- Outlaw Fighters #1-3 (1954)
- Planet of the Apes #1-6 (1974—1975)
- Power Man #17-20, 24, 26, 28-29, 47 (1974—1977)
- Private Eye #1-3 (1951)
- Quick-Trigger Western #17 (1957)
- Rawhide Kid #14 (1957)
- Red Warrior #1 (1951)
- Shanna the She-Devil #1 (1972)
- Space Squadron #1-3 (1951)
- Spaceman #5 (1954)
- Sports Action #7 (1951)
- Spy Cases #7 (1951)
- Spy Fighters #1-2 (1951)
- Strange Tales #1, 12, 14, 18-19, 94, 166 (1951—1968)
- Sub-Mariner #41-42, 69-71 (1971—1974)
- Super-Villain Team-Up #1 (1975)
- Supernatural Thrillers #6 (Headless Horseman) (1973)
- Suspense #5-6, 12, 24 (1950—1952)
- Tales of Justice #57, 61-62 (1955—1956)
- Tales of Suspense #58 (Watcher); #70-74 (Captain America) (1964—1966)
- Texas Kid #1, 6 (1951)
- Tower of Shadows #3 (1970)
- Two-Gun Kid #11, 45 (1953—1958)
- War Action #2, 8, 10 (1952—1953)
- War Adventures #1 (1952)
- War Comics #22 (1953)
- Western Outlaws #2, 6, 15 (1954—1956)
- Western Outlaws and Sheriffs #64, 69-72 (1950—1952)
- What If … ? #5 (Captain America) (1977)
- Wild Western #21, 27, 29, 32, 37 (1952—1954)
- Worlds Unknown #7-8 (1974)
- X-Men #40-46 (1968)
- Young Men #6-7, 21-23 (1950—1953)

### Quality Comics
- Hit Comics #6-8, 18 (1940—1941)
- National Comics #1-9 (1940—1941)
- Uncle Sam Quarterly #3-4 (1942)

### Tower Comics
- Dynamo #2-3 (1966—1967)
- T.H.U.N.D.E.R. Agents #7-8, 10, 13-17, 19 (1966—1968)